# Quận Hood River, Oregon
Quận Hood River (có nghĩa là Quận Sông Hood) là một quận nằm trong tiểu bang Oregon. Năm 2000, dân số là 20.411. Quận được thành lập năm 1908 và được đặt tên theo con Sông Hood, một nhánh của Sông Columbia. Quận lỵ của quận là thành phố Hood River.6

## Địa lý
Theo Cục Điều tra Dân số Hoa Kỳ, quận có tổng diện tích là 1.382 km² (534 mi²). Trong đó có 1.353 km² (522 mi²) là đất và 29 km² (11 mi²) hay 2,10% là nước.

### Các quận giáp ranh
- Quận Multnomah, Oregon - tây
- Quận Clackamas, Oregon - tây nam
- Quận Wasco, Oregon - nam, đông
- Quận Klickitat, Washington - đông bắc
- Quận Skamania, Washington - bắc

## Lịch sử
Những người định cư đầu tiên trong khu vực Quận Hood River ngày nay đã nộp đơn xin đất theo Đạo luật Ban cấp đất năm 1850 vào năm 1854. Trường đầu tiên được xây năm 1863 và một con đường từ The Dalles hoàn thành năm 1867. Vào năm 1880, có khoảng 17 gia đình sống trong vùng thung lũng. Vào nữa cuối thế kỷ 19, nông dân thuộc các sắc dân Nhật, Phần Lan, Đức và Pháp đã định cư trong thung lũng.
Đến đầu thế kỷ 20, dân trong vùng Sông Hood thuộc phần phía tây bắc của Quận Wasco mong muốn tách ly chính trị khỏi quận mẹ. Một bản thông qua về kiến nghị trên toàn tiểu bang đã thiết lập Hood River thành quận thứ 34 của tiểu bang. Chính thức được thống đốc ra tuyên bố ngày 23 tháng 6 năm 1908. Xa lộ Sông Columbia được hoàn tất năm 1922 từ Portland đến The Dalles giúp cải thiện thông thương giữa hai thành phố cũng như đến Sông Hood.
Đối phó với vấn đề gây tranh cãi quanh chuyện quận chấp thuận xây một khu nghỉ ngơi vui chơi ở Cooper Spur trên Núi Hood ngày 5 tháng 11 năm 2003, 62% cử tri đã chấp thuận một kiến nghị yêu cầu phải có sự chấp thuận của cử tri mới được phát triển các khu dân cư từ 25 đơn vị trở lên trên các vùng đất dành cho rừng. Những người chống đối cho rằng kiến nghị được chấp thuận không cần phải thực thi và sẽ kết thúc tại tòa án.

## Các cộng đồng

### Các thành phố hợp nhất
- Âu thuyền Cascade
- Hood River

### Các cộng đồng chưa hợp nhấtvà nhữngnơi ấn định cho điều tra dân số
- Dee
- Núi Hood
- Odell
- Parkdale
- Pine Grove